# Tachina eurekana
Tachina eurekana là một loài ruồi trong họ Tachinidae.